# Інфекційний контроль

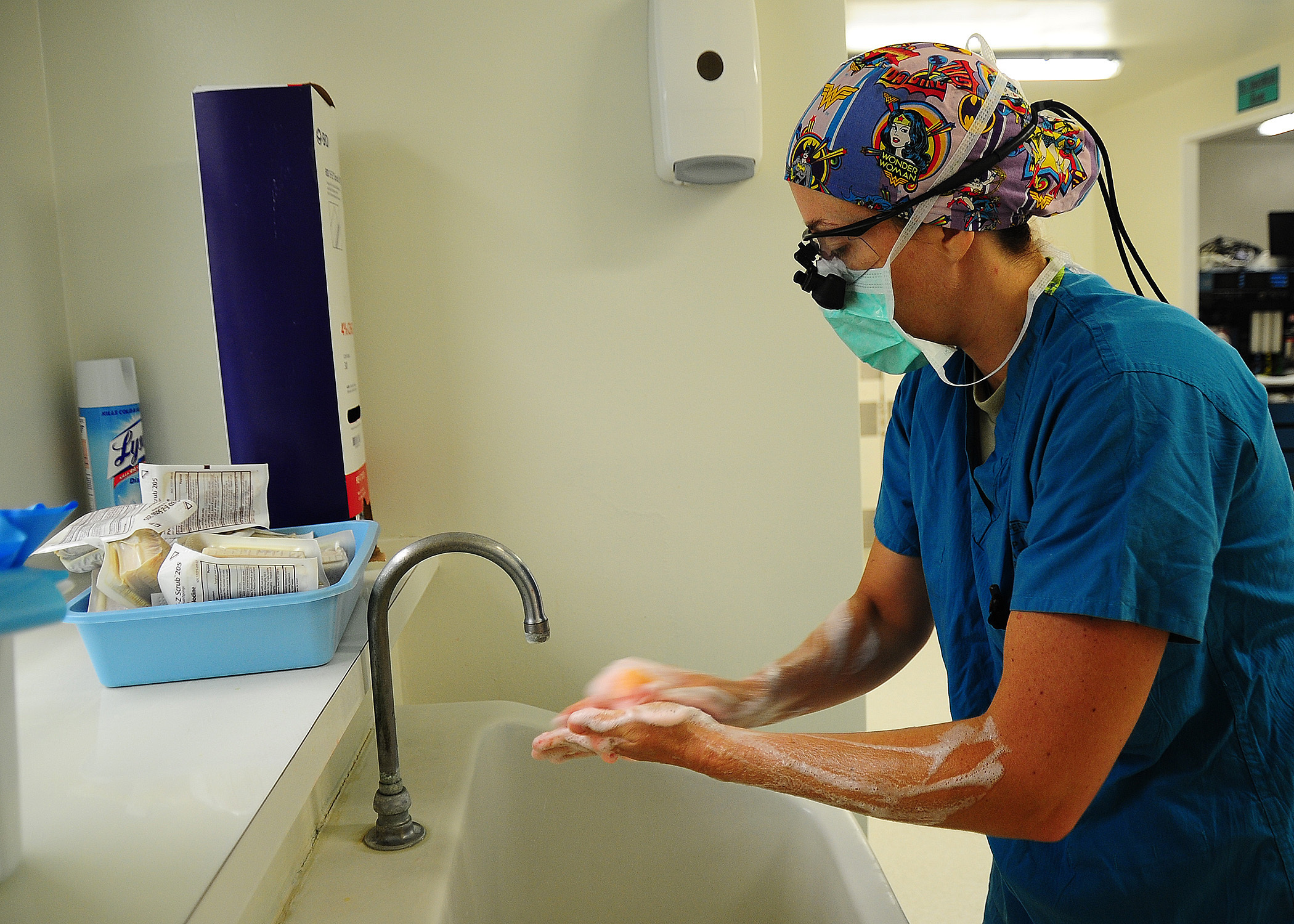
Миття рук медичного персонала як один із заходів інфекційного контролю в лікарнях

Інфекційний контроль — це комплекс організаційних, профілактичних та протиепідемічних заходів, спрямованих на запобігання появі та поширенню інфекційних хвороб, пов'язаних із наданням медичної допомоги, що базується на результатах епідеміологічного нагляду. Профілактика інфекцій та інфекційний контроль має вирішальне значення для зведення до мінімуму передавання збудників інфекційних хвороб, а також для забезпечення готовності до спалахів і запобігання їм.
З 2021 року в Україні прийнято новий наказ МОЗ № 1614 від 03.08.2021 року «Про організацію профілактики інфекцій та інфекційного контролю в закладах охорони здоров'я та установах/ закладах надання соціальних послуг/ соціального захисту населення», який регулює основні питання у сфері інфекційного контролю.

## Проблематика у світі

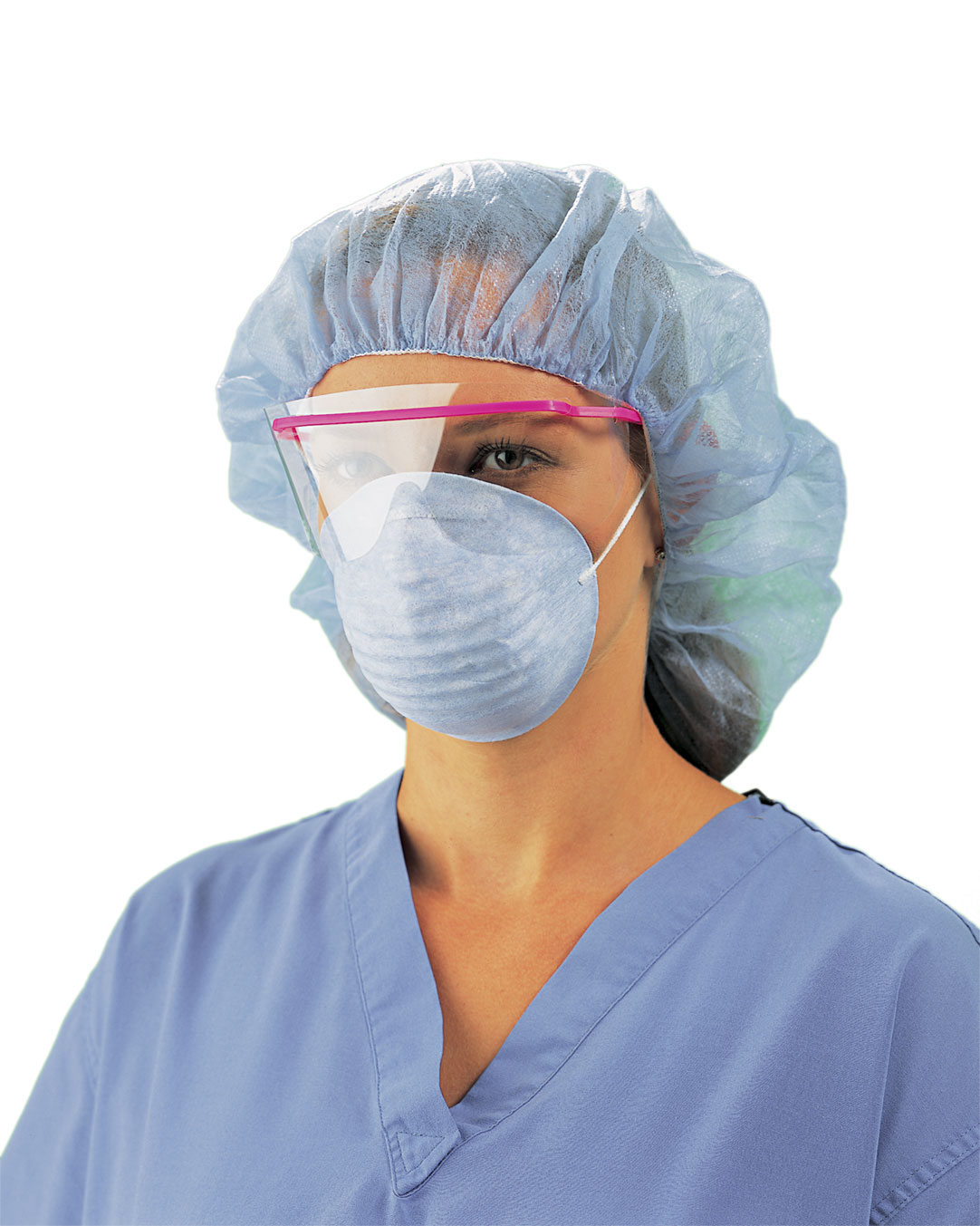
Одноразові засоби індивідуального захисту (респіратор та лицьовий екран)

Ефективна профілактика інфекцій та інфекційний контроль є проблемою громадського здоров'я, що є фундаментальною для безпеки пацієнтів та зміцнення системи охорони здоров'я. Інфекційні хвороби, пов'язані з наданням медичної допомоги, епідемії (включаючи епідемію хвороби, яку спричинює вірусу Ебола у 2013—2016 рр.) та пандемії, які викликають міжнародне занепокоєння (наприклад, пандемія грипу 2009 р. та поява коронавірусної хвороби 2019) ґрунтуються на заходах профілактики інфекцій та інфекційному контролі. Керівний принцип основних компонентів профілактики інфекцій та інфекційного контролю ВООЗ полягає в тому, що «доступ до послуг охорони здоров'я, розроблених та керованих з метою мінімізації ризиків, які попереджають інфекційні хвороби, пов'язані з наданням медичної допомоги для пацієнтів та працівників охорони здоров'я, є одним з основних прав людини».

## Проблематика в Україні
Інфекційні хвороби, пов'язані з наданням медичної допомоги (ІПНМД), трапляються у всіх країнах, незалежно від рівня їхнього розвитку. Від ІПНМД страждають пацієнти, медичні працівники та відвідувачі закладів охорони здоров'я (ЗОЗ) та закладів соціального захисту (ЗСЗ). За підрахунками міжнародних організацій, у середньому кожен десятий пацієнт інфікується під час отримання медичної допомоги в стаціонарних умовах, а кожен десятий пацієнт, який захворів на ІПНМД, помирає (летальність становить близько 10 %). У країнах із високим доходом, розповсюдженість ІПНМД у стаціонарних ЗОЗ становить від 3 % до 5 %, а з низьким — від 10 % до 15 %. В Україні, за даними пілотного дослідження, проведеного у 2021 році, — 5,7 %. Враховуючи, що в Україні за 2019 рік було госпіталізовано 7,4 мільйонів людей, розрахунково на ІПНМД захворіли близько 422 тисяч пацієнтів. А відповідно, у 2019 році від ІПНМД в Україні померло близько 42 тисяч людей.
Проблема неефективності наявної системи профілактики інфекцій та інфекційного контролю в Україні стала очевидною з початком реформи охорони здоров'я. Це потребувало вжиття відповідних заходів — революції в системі профілактики інфікування в ЗОЗ. Фахівці Центру громадського здоров'я, Міністерство охорони здоров'я розробили й затвердили наказ «Про організацію профілактики інфекцій та інфекційного контролю в закладах охорони здоров'я та установах/закладах надання соціальних послуг/соціального захисту населення».
Документ створює передумови для комплексного поетапного впровадження системи профілактики інфекцій та інфекційного контролю, за яке в закладах охорони здоров'я (ЗОЗ) відповідатиме окремий структурний підрозділ — відділ з інфекційного контролю (ВІК).
Перебіг ІПНМД зазвичай тяжчий за основне захворювання і збільшує тривалість перебування пацієнтів у стаціонарі. До того ж призводить до надмірного використання ресурсів закладів: фінансових, кадрових, зношеності обладнання, додаткових коштів на витратні матеріали й комунальні платежі тощо. Відповідно до даних Центру по контролю захворюваності США (CDC), кожен випадок ІПНМД у середньому призводить до чотирьох додаткових днів, проведених пацієнтом в лікарні. Тобто загалом у всіх ЗОЗ України пацієнти вимушено через ІПНМД провели 1,69 мільйонів ліжко-днів.
З ухваленням наказу № 1614 в Україні запроваджуються сучасні підходи до профілактики, епідеміологічного нагляду та обліку інфекційних хвороб, пов'язаних із наданням медичної допомоги.

## Направлення діяльності в Україні
- Епідеміологічний нагляд та ведення обліку інфекційних хвороб, пов'язаних з наданням медичної допомоги.[2]
- Профілактика інфекційних хвороб, пов'язаних з наданням медичної допомоги в закладах охорони здоров'я, які надають медичну допомогу в стаціонарних умовах та її впровадження.[2]
- Впровадження покращення гігієни рук в закладах охорони здоров'я та установах/закладах надання соціальних послуг/соціального захисту населення;[2]
- Впровадження адміністрування антимікробних препаратів в закладах охорони здоров'я, які надають медичну допомогу в стаціонарних умовах;[2]
- Створення відділу інфекційного контролю закладу охорони здоров'я та установи/закладу надання соціальних послуг/соціального захисту населення;[2]

## Відділ з інфекційного контролю (ВІК)
Відділ з інфекційного контролю — самостійний структурний підрозділ в закладі охорони здоров'я та установах/закладах надання соціальних послуг/соціального захисту населення незалежно від форми власності та підпорядкування, та підпорядковується безпосередньо керівнику закладу.
Основним завданням ВІК є організація профілактики інфекцій та інфекційного контролю в ЗОЗ/ЗСЗ з метою запобігання поширенню інфекційних хвороб, у тому числі пов'язаних із наданням медичної допомоги, мікроорганізмів з антимікробною резистентністю та формування культури безпеки в ЗОЗ/ЗСЗ.

## Світова практика покращення контролю інфекцій

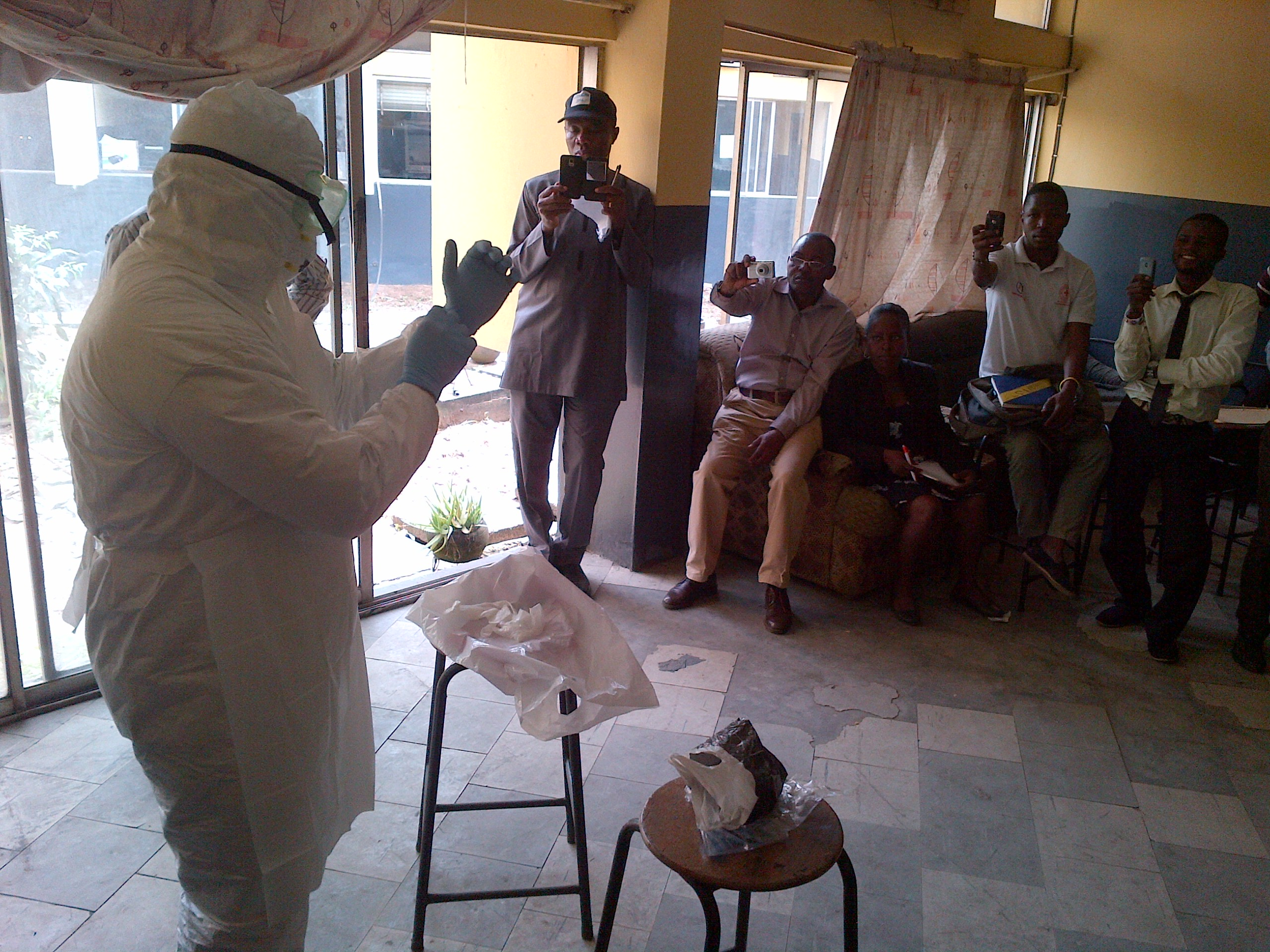
Тренування з використння засобів індивідуального захисту під час ліквідування епідемії віруса Ебола в 2019 році

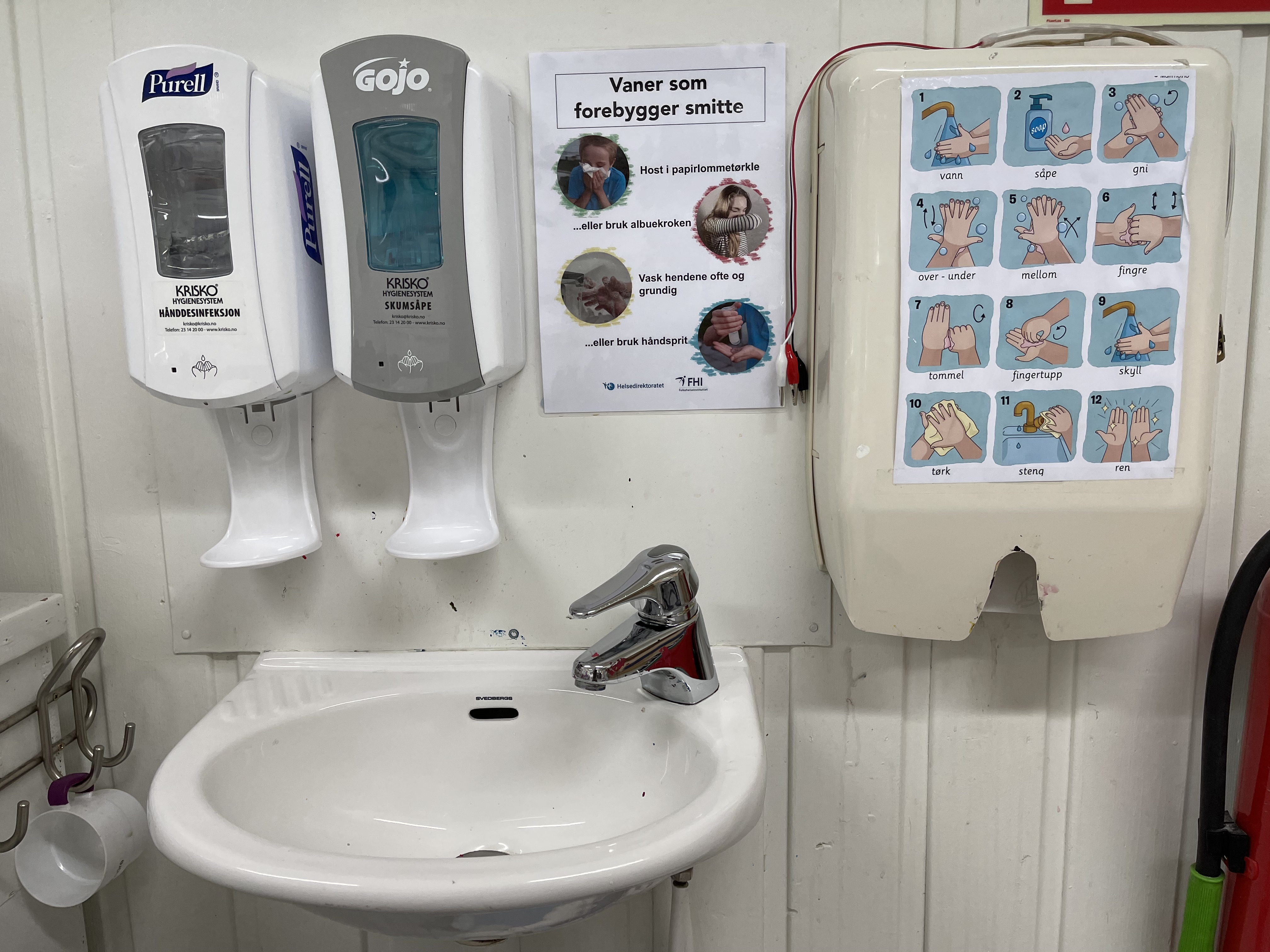
Обладнане місце для миття рук з дозаторами мила та антисептика, а також інформацію про правильну техніку миття рук — один з елементів покращення інфекційного контролю

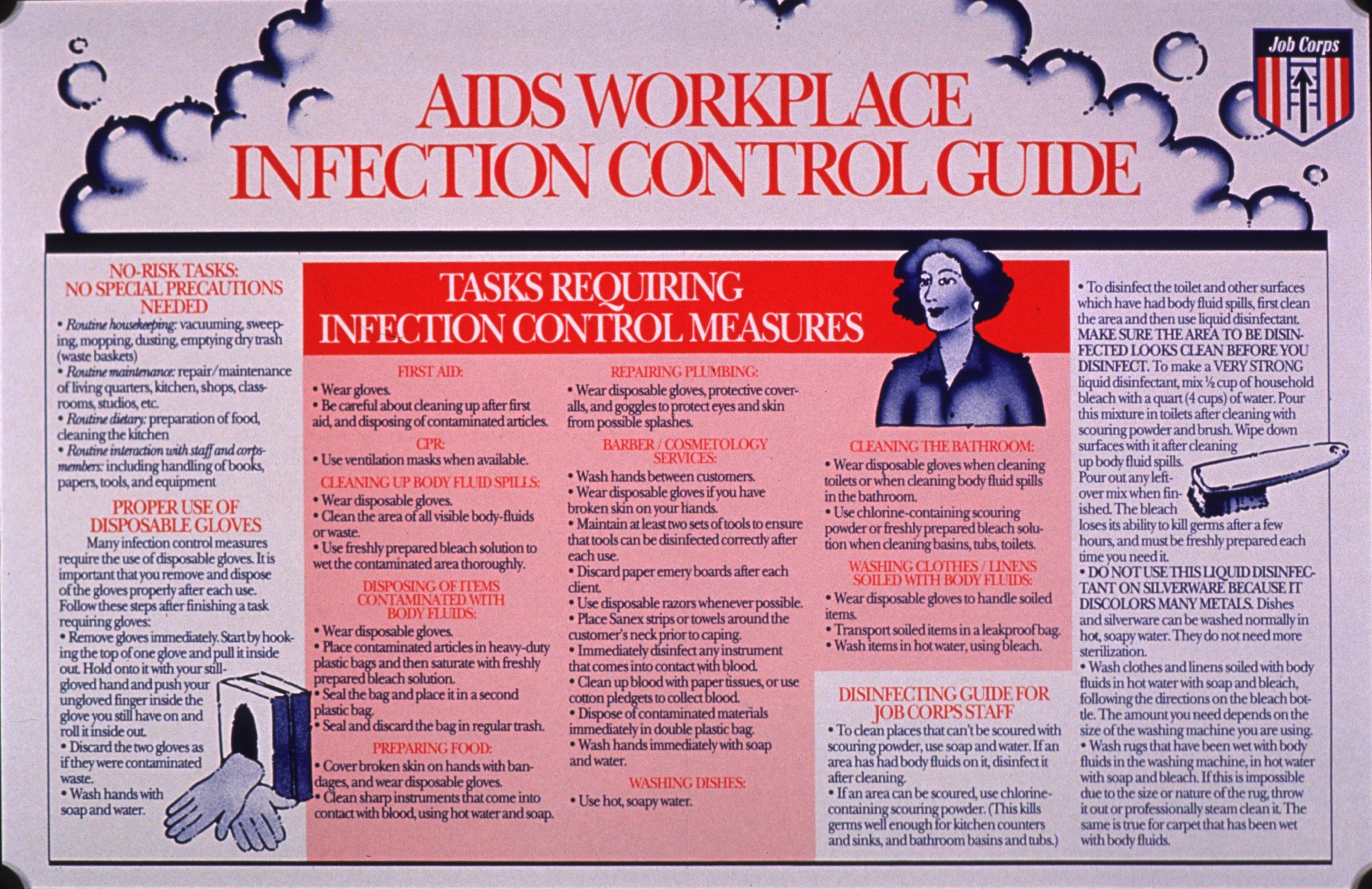
Інфрмаційний плакат для пацієнтів з інформацією про профілактику зараження ВІЛ-інфекцією

Існує два рівні запобіжних заходів рекомендованих Центром з контролю і профілактики захворювань (CDC) для запобігання поширенню інфекцій в ЗОЗ: стандартні запобіжні заходи та заходи щодо запобігання передачі інфекції

#### Стандартні запобіжні заходи для всіх видів догляду за пацієнтами
Виділяють наступні заходи:
- Гігієна рук
- Використання засобів індивідуального захисту (ЗІЗ), щоб запобігти зараженню
- Дотримання принципів респіраторної гігієни / етикету кашлю
- Забезпечення належного розміщення пацієнтів та заходів ізоляції
- Належне поводження з обладнанням для догляду за пацієнтами та медичними інструментами, їх очищення та дезінфекція
- Ретельна обробка та стерилізація текстилю та білизни
- Дотримання правил безпечного введення ін'єкцій та належного поводження з гострими предметами / голками
- Забезпечення безпеки працівників охорони здоров'я за допомогою принципів профілактики інфекцій та постконтактної профілактики
- Профілактика інфекцій, пов'язаних із медичним втручанням (інфекції сечовивідних шляхів, пов'язані з катетером; інфекції, пов'язані з внутрішньосудинним катетером; інфекції у місці хірургічного втручання)
- Виконання специфічних заходів ізоляції при діагностиці деяких синдромів
- Покращення комунікації між працівниками охорони здоров'я, особливо при направленні потенційно заразних пацієнтів
- Зменшення інфекції від заражених іграшок та заохочення сімей приносити власні іграшки у педіатричних відділеннях або амбулаторіях

#### Заходи щодо запобігання передачі інфекції
Запобіжні заходи, пов'язані з передачею інфекцій використовуються на додаток до стандартних запобіжних заходів для пацієнтів з інфекційними захворюваннями для запобігання передачі інфекції:
- Запобіжні заходи при контакті
- Запобіжні заходи проти попадання крапель
- Захист від повітряно-крапельної інфекції

## Недійсні накази
Наказ МОЗ України № 1614 від 03.08.2021 року визнав наступні накази у сфері інфекційного контролю, такими, що втратили чинність:
- наказ Міністерства охорони здоров'я України від 10 травня 2007 року № 234 «Про організацію профілактики внутрішньолікарняних інфекцій в акушерських стаціонарах», зареєстрований в Міністерстві юстиції України 21 червня 2007 року за № 694/13961;
- наказ Міністерства охорони здоров'я України від 04 квітня 2012 року № 236 «Про організацію контролю та профілактики післяопераційних гнійно-запальних інфекцій, спричинених мікроорганізмами, резистентними до дії антимікробних препаратів», зареєстрований в Міністерстві юстиції України 06 червня 2012 року за № 912/21224.

А також визнав накази радянського періоду, такими, що не застосовуються на території України:
- наказ Міністерства охорони здоров'я СРСР від 31 липня 1978 року № 720 «Об улучшении медицинской помощи больным с гнойными хирургическими заболеваниями и усилении мероприятий по борьбе с внутрибольничной инфекцией»;
- наказ Міністерства охорони здоров'я СРСР від 04 серпня 1983 року № 916 «Об утверждении Инструкци по санитарно-противоэпидемическому режиму и охране труда персонала инфекционных больниц (отделений)»;
- наказ Міністерства охорони здоров'я СРСР від 08 грудня 1989 року № 691 «О профилактике внутрибольничных инфекций в акушерских стационарах»;
- наказ Міністерства охорони здоров'я СРСР від 03 грудня 1989 року № 654 «О совершенствовании системы учета отдельных инфекционных и паразитарных заболеваний».